# Història del judo a Catalunya
El judo fou introduït a Catalunya per Henry Birnbaum, deixeble del mestre Mikinosuke Kawaishi a París, que el 1951 inaugurà l'Acadèmia de Judo i Jujutsu, posteriorment anomenada Club Judo Barcelona.
L'any 1952 es creà la Delegació Catalana de Judo, integrada dins la Federació Catalana de Lluita, fins que el 1965 es fundà la Federació Catalana de Judo i Disciplines Associades.
El 1952 es disputà el primer torneig de judo a Catalunya, del qual es proclamà campió Josep Pons. L'any següent s'organitzà el primer Campionat de Catalunya a Barcelona i més tard el primer Campionat d'Espanya.
Altres competicions destacades celebrades a Catalunya foren el Campionat d'Europa de judo a Barcelona el 1958, el 1969 fou creat el Trofeu Internacional de Judo Festes de la Mercè, el 1972 el Torneig Internacional Ciutat de Barcelona de Judo i l'any 1991 se celebrà a Barcelona el Campionat del Món de judo.
Pel que fa als clubs de judo, alguns dels més destacats foren el pioner Club Judo Barcelona (1951), amb la sortida de molts alumnes van aparèixer:
- Club Judo Condal (1967)
- Club Judo Águilas (1965)
- Club Judo Sant Jordi (1968)
- Club Judo Badia (1977)
- Club Judo Av. Montserrat (1972)
- Club Esport-7 (1969)
- Gimnàs Marín (1980)

## Tornejos destacats
- Torneig internacional ciutat de barcelona
- Trofeu Carlos Fradera
- Trofeu miyen
- Trofeu Roviralta
- Trofeu Enrique Padrós
- Trofeu Jose Ventura Soler
- Trofeu García Ventué
- Trofeu Ne-Naza Francesc Tàlens
- Trofeu junco
- Torneig internacional Ciutat de l'Hospitalet
- Torneig Baix Llobregat

## Mestres destacats
| Nom                 | Grau   |  |
| ------------------- | ------ |  |
| Emilio Serna        | 9é Dan |  |
| Francesc Talents    | 9é Dan |  |
| Henri Binrbaum      | 8é Dan |  |
| Jose Bustos         | 8é Dan |  |
| Jose Luis Rodriguez | 8é Dan |  |
| Francesc Marin      | 8é Dan |  |
| Jordi Yuste         | 8é Dan |  |
| Jesep Manel Cortés  | 8é Dan |  |
| Alfonso Arjona      | 8é Dan |  |
| Maurici Cassasanyas | 8é Dan |  |
| Albert Pujol        | 8é Dan |  |
| Jaime Salas         | 8é Dan |  |
| Julián Azañon       | 8é Dan |  |
| Antonio Jiménez     | 8é Dan |  |

## Campions i campiones d'Espanya
| Nom                 | Medalla | Any                                |
| ------------------- | ------- | ---------------------------------- |
| Enrique Aparicio    | 1       | 1953-1954-1955                     |
| Josep Ponts         | 1       | 1955-1956-1957-1958                |
| Emilio Serna        | 1       | 1961                               |
| César Páez          | 1       | 1961-414962-1965-1967-1968         |
| Antonio Nacenta     | 1       | 1964                               |
| Juan Orcera         | 1       | 1966                               |
| Fernando Reyero     | 1       | 1966                               |
| Ramón Sans          | 1       | 1973-1974                          |
| Dolores Roig        | 1       | 1974                               |
| Blanca Cerro        | 1       | 1975                               |
| Ricardo Antonio     | 1       | 1977-1978-1980-1981-1982-1983      |
| Pere Soler          | 1       | 1973-1975-1977-1982-1983-1984-1985 |
| Joan Moretó         | 1       | 1976-1979                          |
| Jaume Griño         | 1       | 1983-1984-1987-1988                |
| Joan Enrich         | 1       | 1983                               |
| Cristina Curto      | 1       | 1993-1994                          |
| Alicia Alonso       | 1       | 2004-2005-2007-2010-2014           |
| Marta Tort          | 1       | 2004                               |
| Vanesa Garcia       | 1       | 2006-2011                          |
| Maurici Cassasanyas | 1       | 2010                               |
| Celine Tsunoda      | 1       | 2011                               |
| Laia Talarn         | 1       | 2014-2015                          |
| Ai Tsunoda          | 1       | 2019-2020-2021                     |

## Judokes destacats
Llista dels judokes catalans més destacats:
| Dècada de 1950 - Henri Birnbaum - Enric Aparicio - José Busto - Josep Pons - Francesc Talens - Emili Serna Dècada de 1960 - Víctor Manuel Gaspar - Ramón Sans Dècada de 1970 - Ferran Cabañó - Xavier González - Maurici Casasayas | Dècada de 1980 - Jose Luis Rodriguez - Joan Enrich - Jaume Griñó - Xavier Rubies - Diego Fernandez - Josep Manel Cortés Dècada de 1990 - Josep Carrió - Cristina Curto - Oscar Gispert - Sergio Redondo - Edu Guzmán | Dècada de 2000 - Alicia Alonso - Maurici Casasayas Dècada de 2010 - Carla Ubasart - Sergi Salas - Victor Ferreres Dècada de 2020 - Ai Tsunoda - Mireia Lapuerta - Pau Muñoz - Ilia Khabuliani - Victor Barrero - Paula Roset - Guillem Lozano - Ainhoa Lopez - Claudia Pla |

## Actualitat
Actualment catalunya està aconseguint grans resultats en categories formatives com son infantils i cadets amb la gran representació a campionats d' Europa i del Mon cadet de Guillem Lozano i Claudia Pla.